# Tropea
Tropea é uma comuna italiana da região da Calábria, província de Vibo Valentia, com cerca de 6843 habitantes. Estende-se por uma área de 3,2 km², tendo uma densidade populacional de 2281 hab/km². Faz fronteira com Drapia, Parghelia, Ricadi.

## Demografia
| Variação demográfica do município entre 1861 e 2011                               |
|                                                                                   |
| Fonte: Istituto Nazionale di Statistica (ISTAT) - Elaboração gráfica da Wikipedia |